# Silene chilensis
Silene chilensis (Naudin) Bocquet – gatunek rośliny z rodziny goździkowatych (Caryophyllaceae Juss.). Występuje naturalnie w Ekwadorze, Boliwii, Chile oraz Argentynie. 

## Morfologia
PokrójBylina dorastająca do 10–20 cm wysokości. Pędy są owłosione.
LiścieLiście odziomkowe mają kształt od odwrotnie jajowatego do łyżeczkowatego, mierzą 2–5 cm długości. Liście łodygowe są siedzące i mają odwrotnie jajowaty kształt.
KwiatySą zebrane w wierzchotki, rozwijają się na szczytach pędów. Kielich ma owalny kształt i dorastają do 15 mm długości. Płatki są poczwórnie klapowane i mają białą barwę.

## Biologia i ekologia
Kwitnie od listopada do stycznia.